# Agropoli
Agropoli is een gemeente en havenplaats aan de kust van de Tyrreense Zee dicht bij de Kust van Cilentana in de Italiaanse provincie Salerno (regio Campanië) in het zuiden van Italië en telt 21.305 inwoners (31-12-2010). De oppervlakte bedraagt 32,5 km², de bevolkingsdichtheid is 656 inwoners per km².
De volgende frazioni maken deel uit van de gemeente: Fuonti, Moio, Mattine, Frascinelle, Madonna del carmine.

## Bezienswaardigheden
- Haven
- La porta, poort
- Castello, kasteel
- Le torri, toren
- Chiesa Madre dei Santi Pietro e Paolo, kerk
- Chiesa Santa Maria di Costantinopoli, kerk

Bezienswaardigheden in de omgeving zijn het Nationaal Park Cilento e Vallo di Diano en het Paestum.

## Demografie
Agropoli telt ongeveer 7752 huishoudens. Het aantal inwoners steeg in de periode 1991-2001 met 11,3% volgens cijfers uit de tienjaarlijkse volkstellingen van ISTAT.
| Jaar | Inwoneraantal |
| ---- | ------------- |
| 1991 | 17.926        |
| 2001 | 19.949        |
| 2004 | 20.174        |
| 2010 | 21.305        |

## Geografie
De gemeente ligt op ongeveer 20 m boven zeeniveau.
Agropoli grenst aan de volgende gemeenten: Capaccio, Castellabate, Cicerale, Laureana Cilento, Ogliastro Cilento, Prignano Cilento, Torchiara.

## Verkeer en vervoer
Agropoli is bereikbaar vanaf Napels naar Salerno via de A3 en de SP 175 en vanaf Battipaglia de SS 18. De dichtstbijzijnde luchthaven is de luchthaven Salerno Costa d'Amalfi in Salerno. Het beschikt over een treinstation, Stazione Ferroviaria Agropoli - Castellabate.

## Externe link

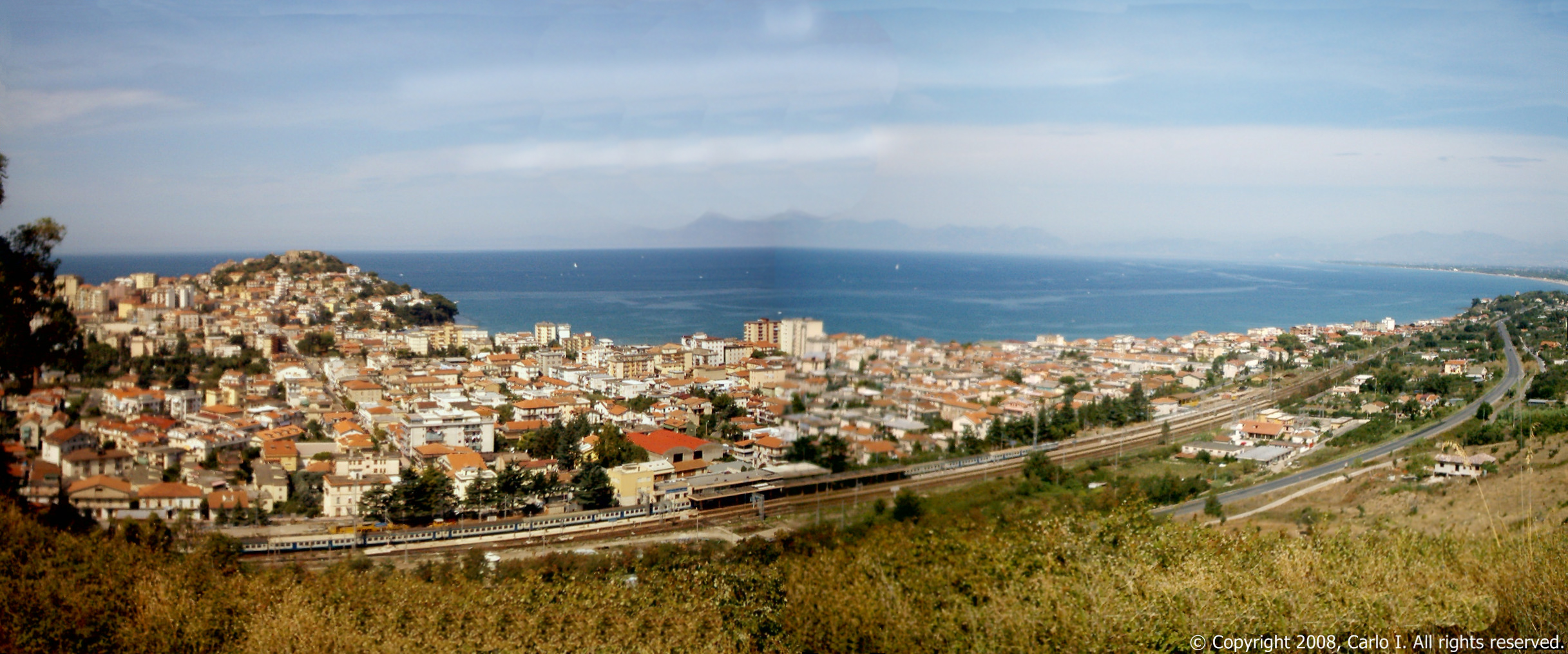
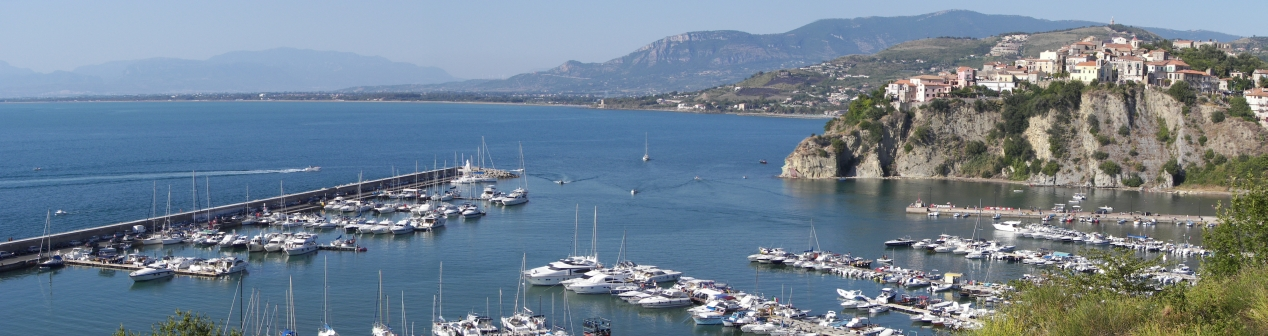
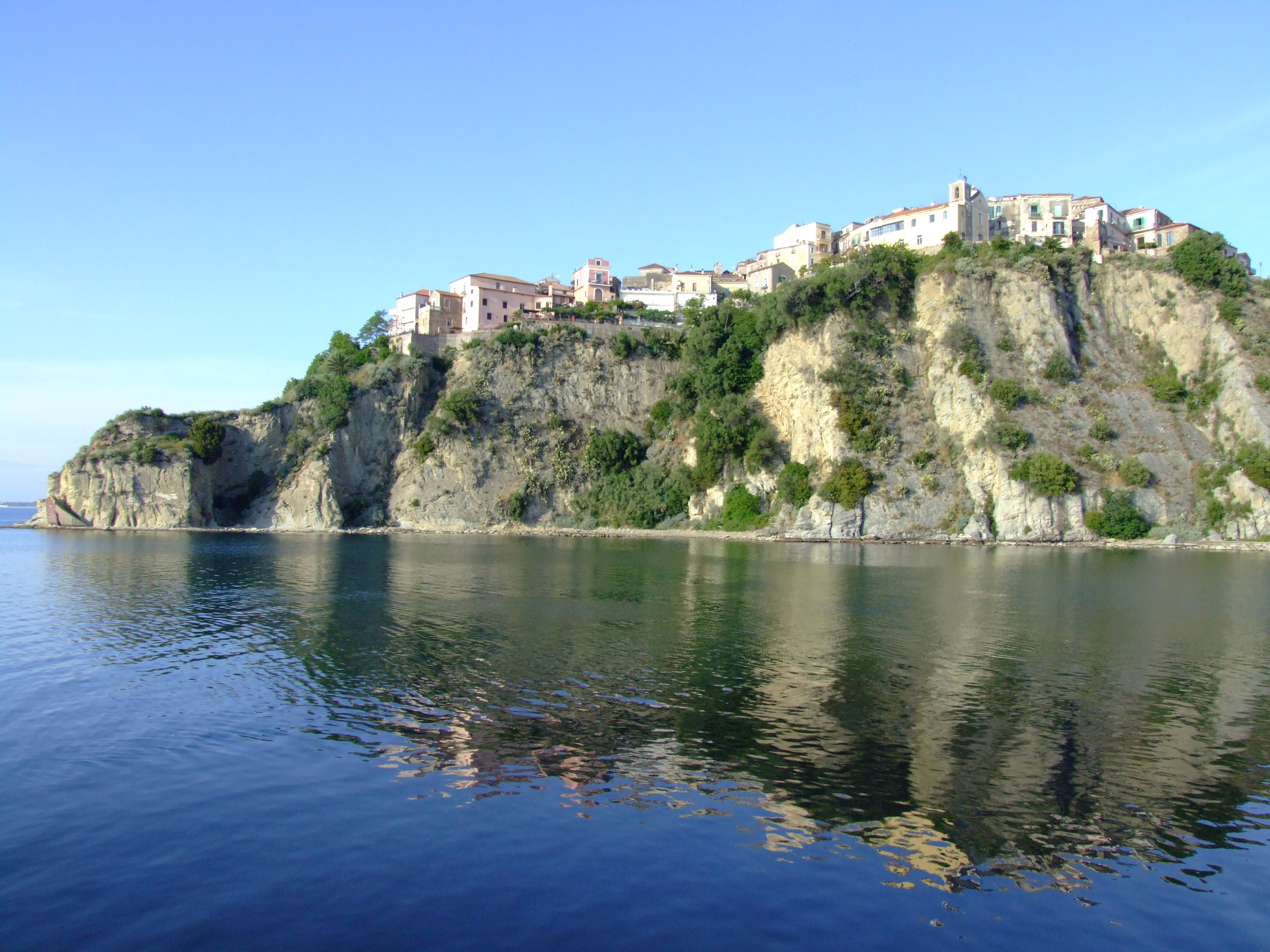
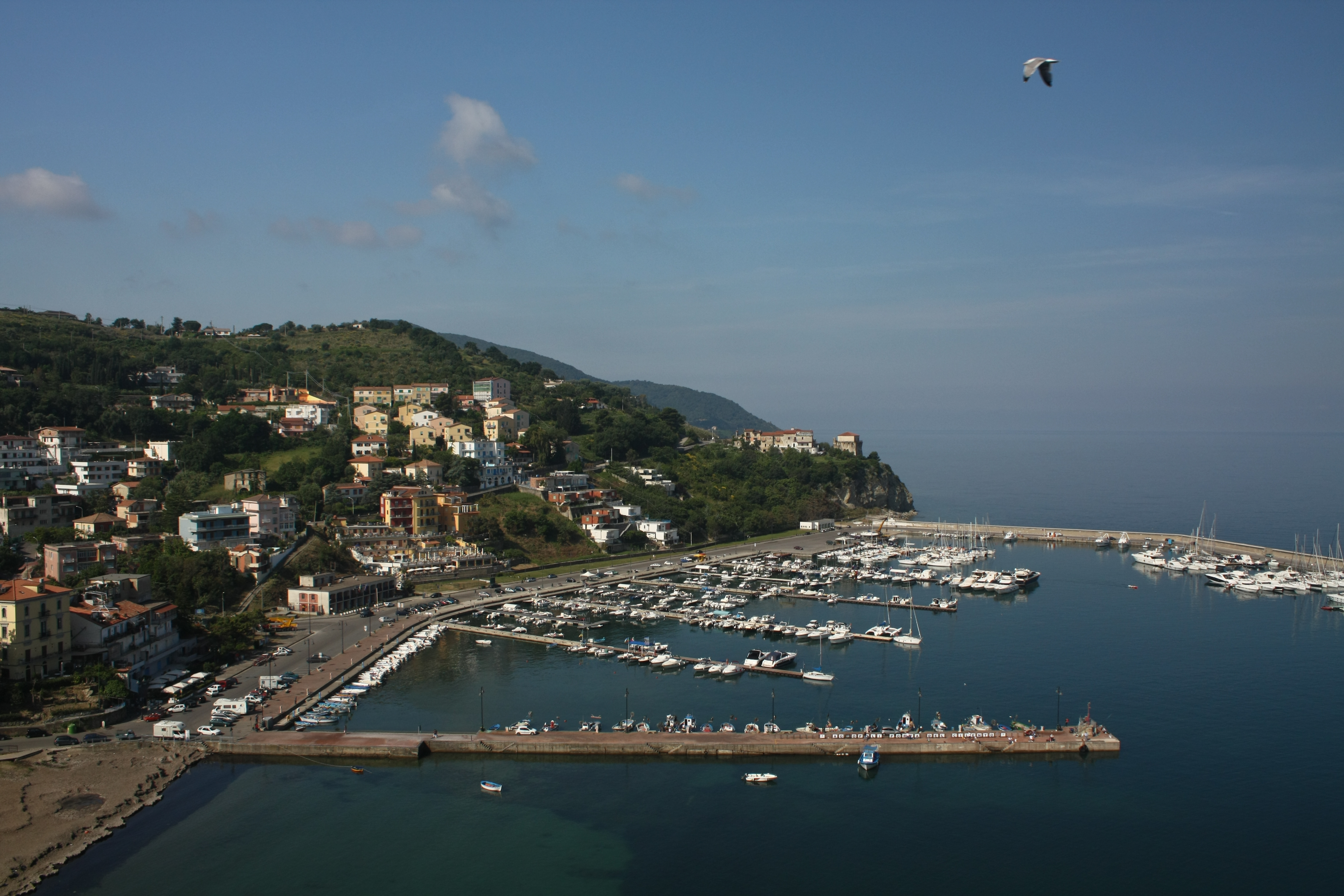
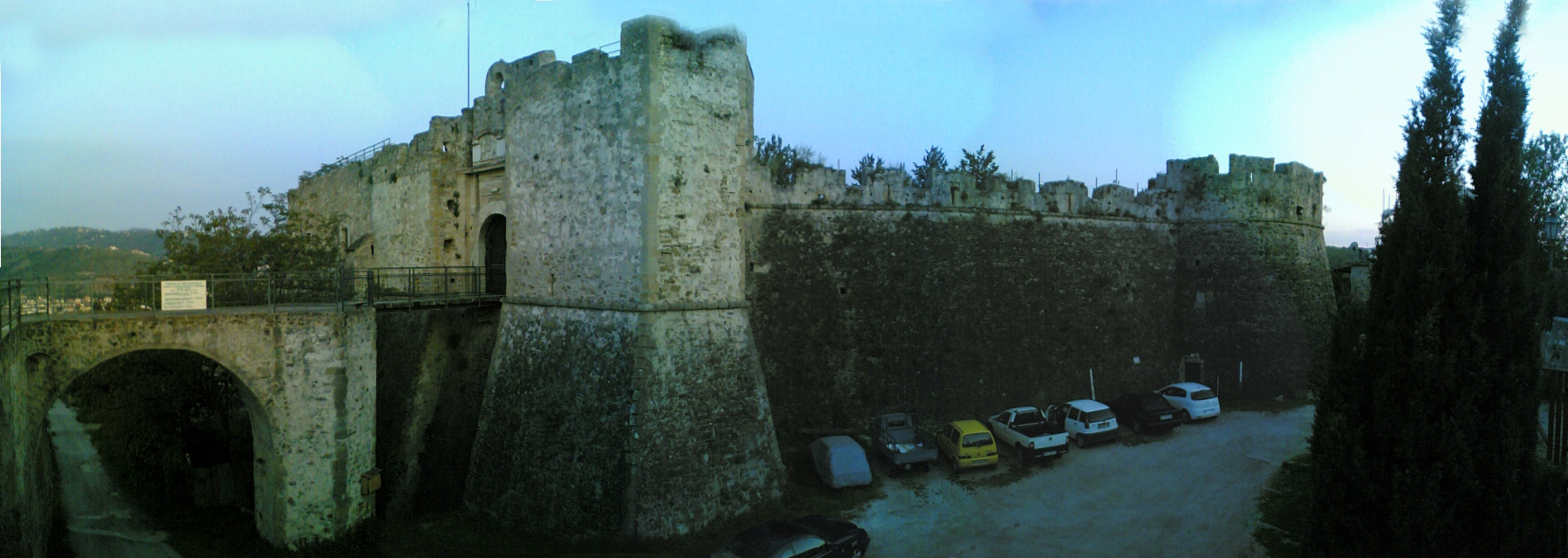
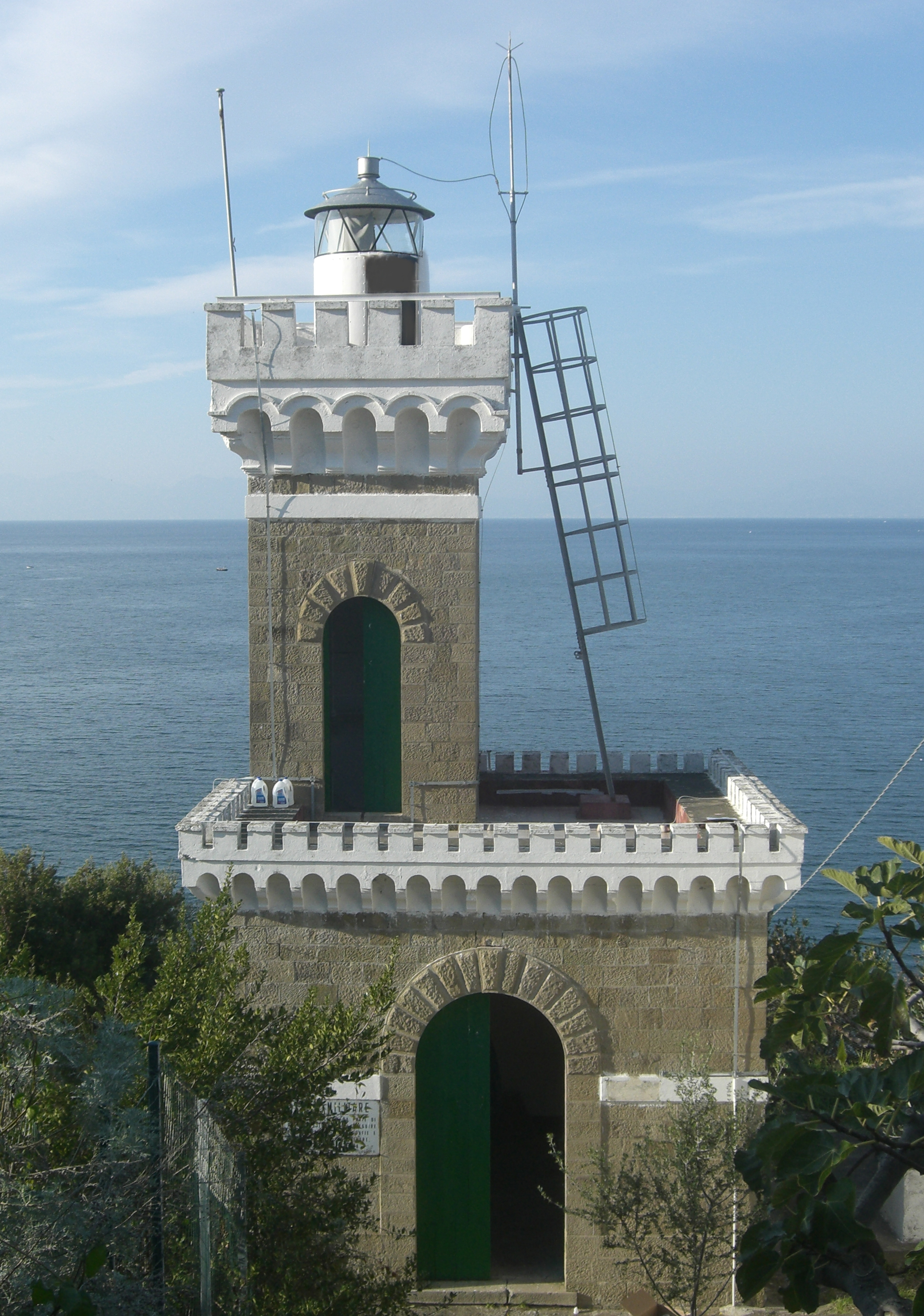
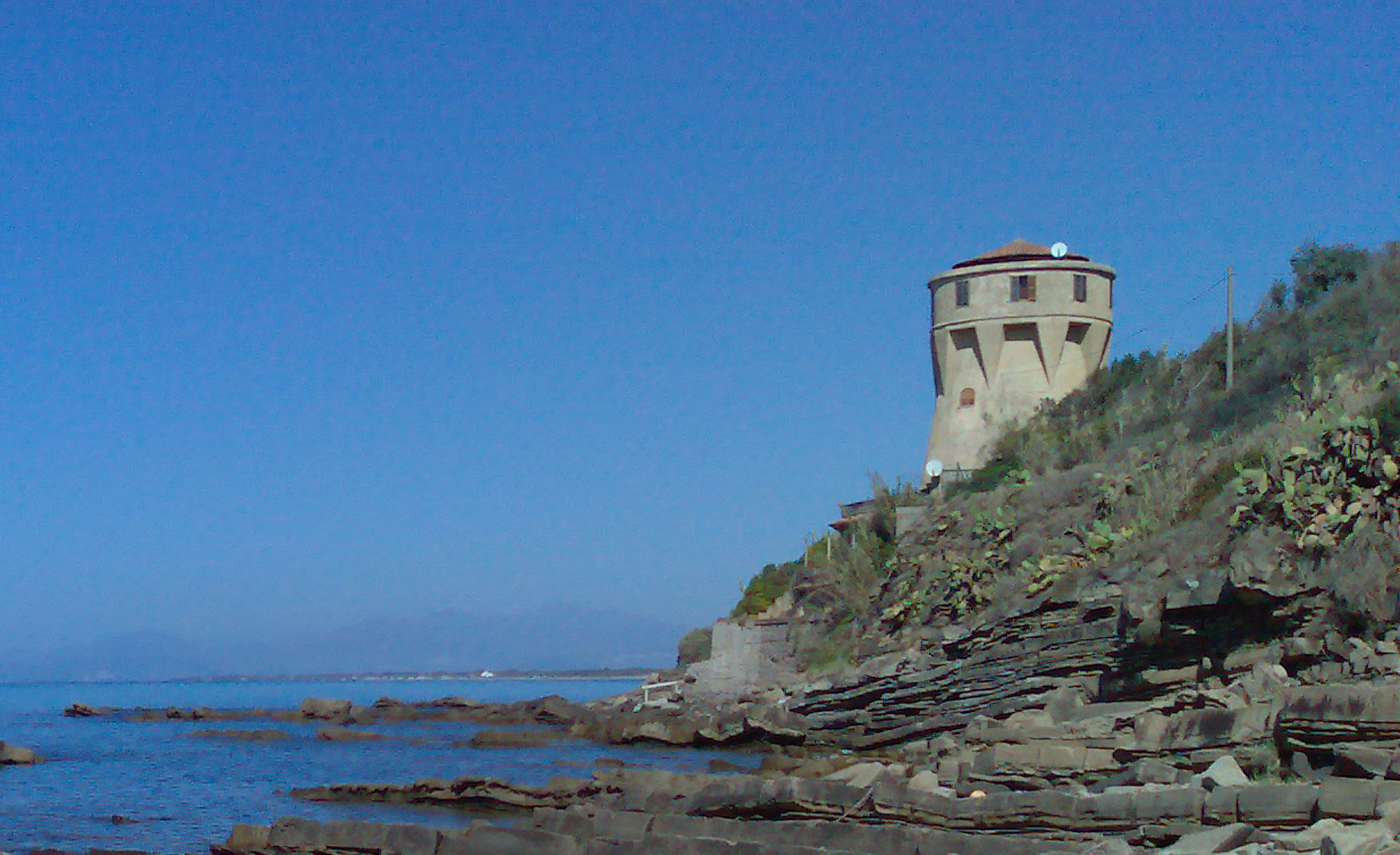
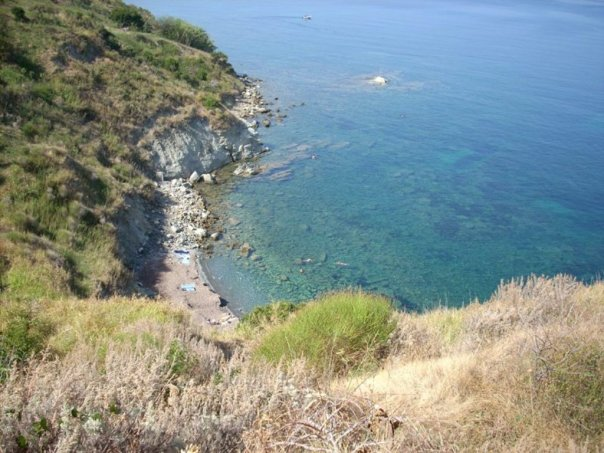